# 鶴峯八幡神社 (古河市)
鶴峯八幡宮（つるがみねはちまんぐう）は、茨城県古河市中田(旧猿島郡新郷村)にある神社。平安時代末期の創建以来、「鶴峯八幡宮（つるがみねはちまんぐう）」と呼称されていたが、戦後に改称された。旧社格は村社。

## 祭神
祭神は、八幡神とも呼ばれる誉田別（ほんだわけ）命、神功皇后（じんぐうこうごう）、および、香取神宮の祭神である経津主（ふつぬし）命、穀物の魂を意味し稲荷神とも呼ばれる倉稲魂（うかのみたま）命を含めた三十四柱を祀る。

## 歴史
社伝によれば、平安時代末期の治承4年（1180年）、源頼朝の命による下河辺挙兵により当地に集結させ、川沿いの小高い山に鎮座する御稲荷に必勝祈願し、富士川の合戦に勝利した。頼朝は武運が拓かれたと神徳を感じ、翌年の養和元年（1181年）8月に鎌倉・鶴岡八幡宮を勧請したことに始まる。また、丸山稲荷も勧請し、鶴ヶ峰八幡宮と名付けられた。天福2年（1234年）、下総国の一宮・香取神宮が勧請され、元禄元年には合殿となる。中世では、元弘年中に新田義貞の参籠し不明なる要人と武運を祈願。中世末期では、鎌倉公方が古河公方に移る際に、元栗橋にあった栗橋城（旧古河城）に足利成氏が入り、鎮守であった鶴ヶ峰八幡宮に参拝祈願していた。その後近世まで、古河城歴代城主に崇敬され燈籠や鎧等様々な奉納を賜ったようである。江戸時代になり徳川家康の命により河川事業が始まり利根川が開河すると、神楽（永代太々神楽）が伝わり、当宮を元に近郷の鷲宮神社から大宝八幡宮、須賀神社などの神主達により奉納されたと伝わる。その後池田鴨之介らによる日光街道の栗橋・中田宿が成立しその鎮守となる。房川渡しと格の良質な遊郭が特徴のその宿では、江戸や結城、小山等から遊びに来る要人もあったと伝わる。また、徳川将軍の日光社参の折には、祀られている道中安全の5柱の神に足踏み祈願し、旅の安全と無事を祈願し、日光へ旅立ったとされる。所領3千石、社地5百石、黒印地5石が寄与されて、江戸時代末期まで周辺三十四村の鎮守宮としての規模があった1868年頃の栗橋・中田宿で起こった百姓一揆により盗難や火災等で大いに荒れ、多大なる損失損害があり境内も拝殿が破壊され、宝物も多く盗まれた。鎌倉の遷座以来、幾多の水害に襲われ鎮座地も江戸初期に鎌倉街道より（特定不明）から、利根川沿いの中田山古墳に遷されたとの説もあり、座していたその各々の山は八幡山と称され、廻国雑記等を始め登場する呼称であった。その後、明治4年の廃藩置県の動きにより、一時は埼玉県や千葉県に属した事も有り、明治5年の神社社格制度の折にはどこにも属さずに、また明治政府による利根川河川改修工事による境内地払い下げ、境内地の移動が重なり無各社とされたこともある。

## 境内
本殿は流造瓦葺4坪、拝殿は12坪、神楽殿は流造瓦葺6坪。移転の祭に植えられたとされる御神木三柱が本殿を守護する。境内社として、倉稲魂命を祭神とする丸山稲荷神社、素戔鳴（すさのお）命を祭神とする八坂神社、木花咲耶姫（このはなさくやひめ）命を祭神とする浅間神社、武内宿弥（たけうちのすくね）を祭神とする高良神社、源頼朝を祭神とする白旗神社、別雷神（わけのいかづちのかみ）を祭神とする雷電神社、猿田彦（さるたひこ）命を祭神とする道祖琴平神社、水網象（みつはのめ）命を祭神とする水神社など大神等が4社に34神が祀られている。旧日光街道沿いには、利根川治水工事堤防の建設と、足尾銅山鉱毒事件にて田中正造を助けた、貴族院議員小久保城南の銅像がある。また二の鳥居には、明治移転の際の記念碑が建てられている。

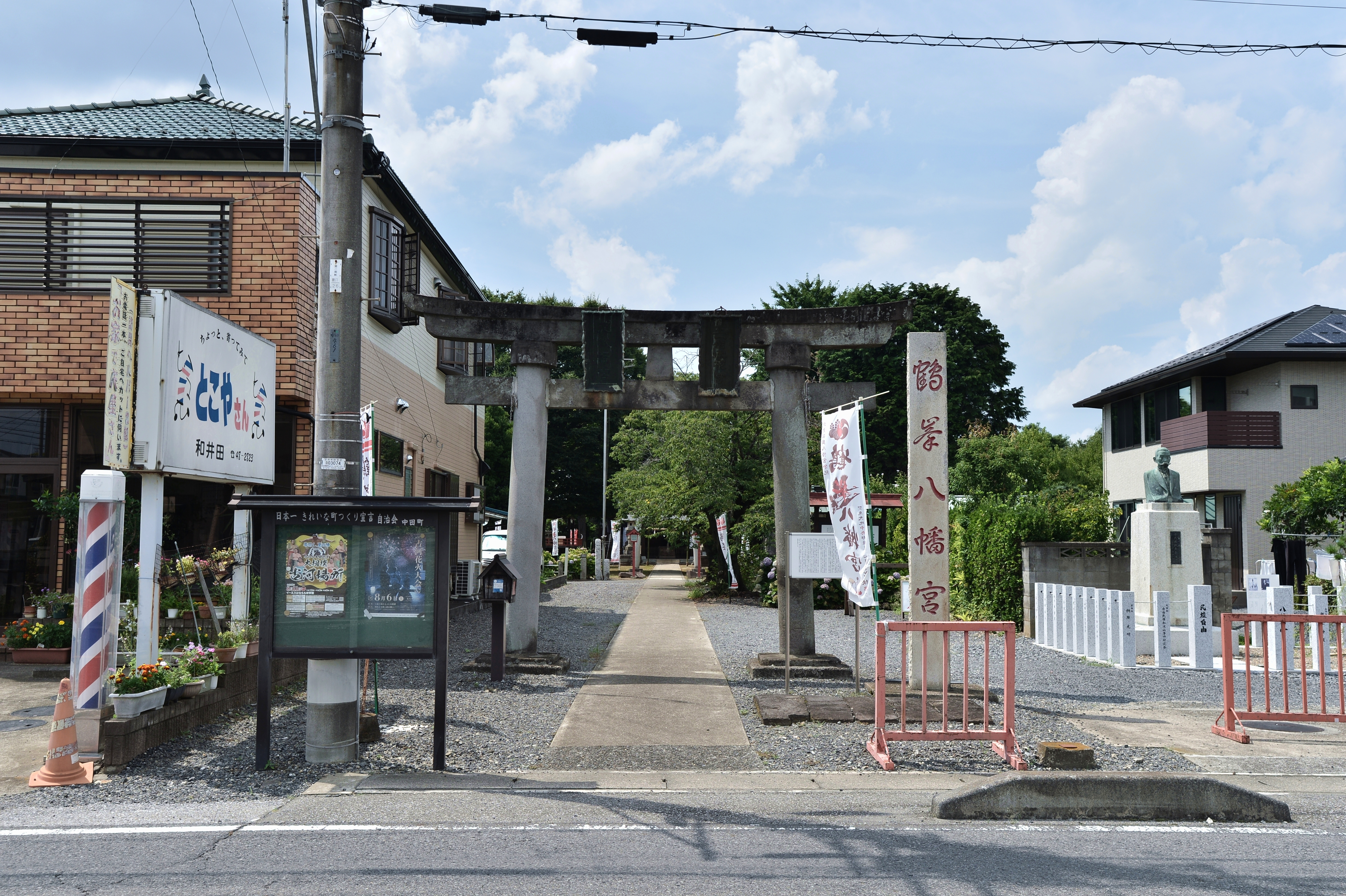
参道入口の一の鳥居
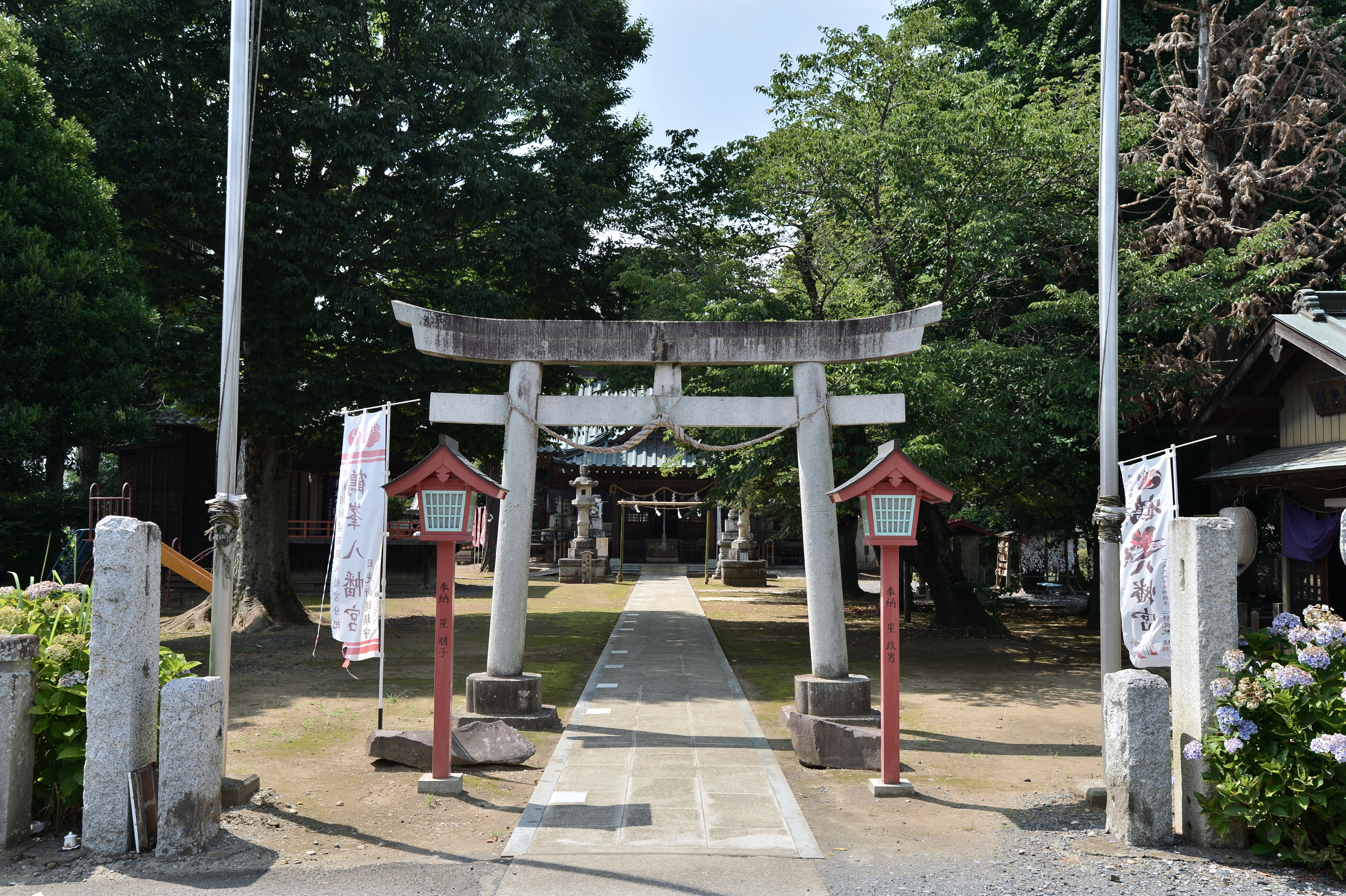
二の鳥居
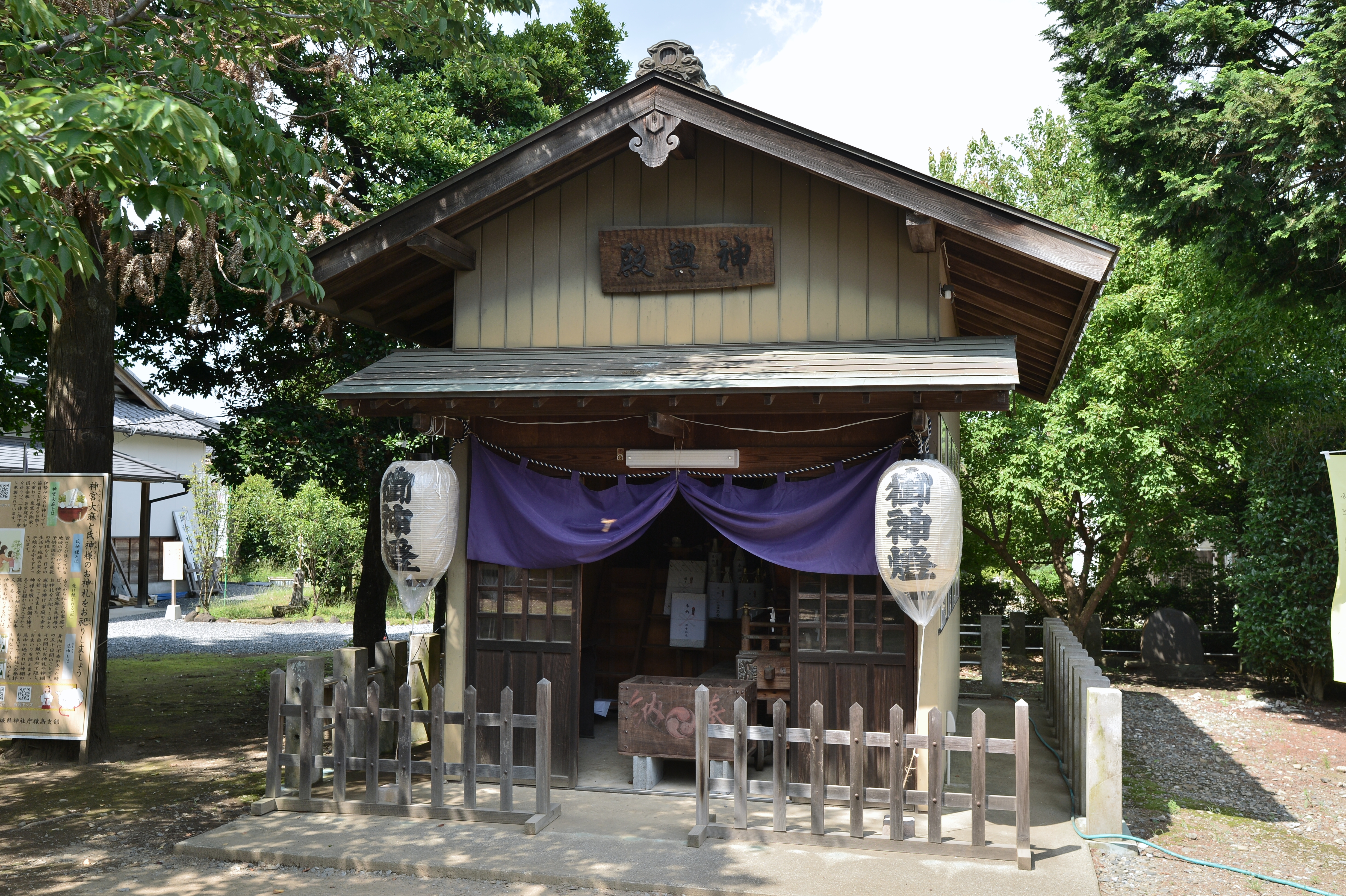
神輿殿
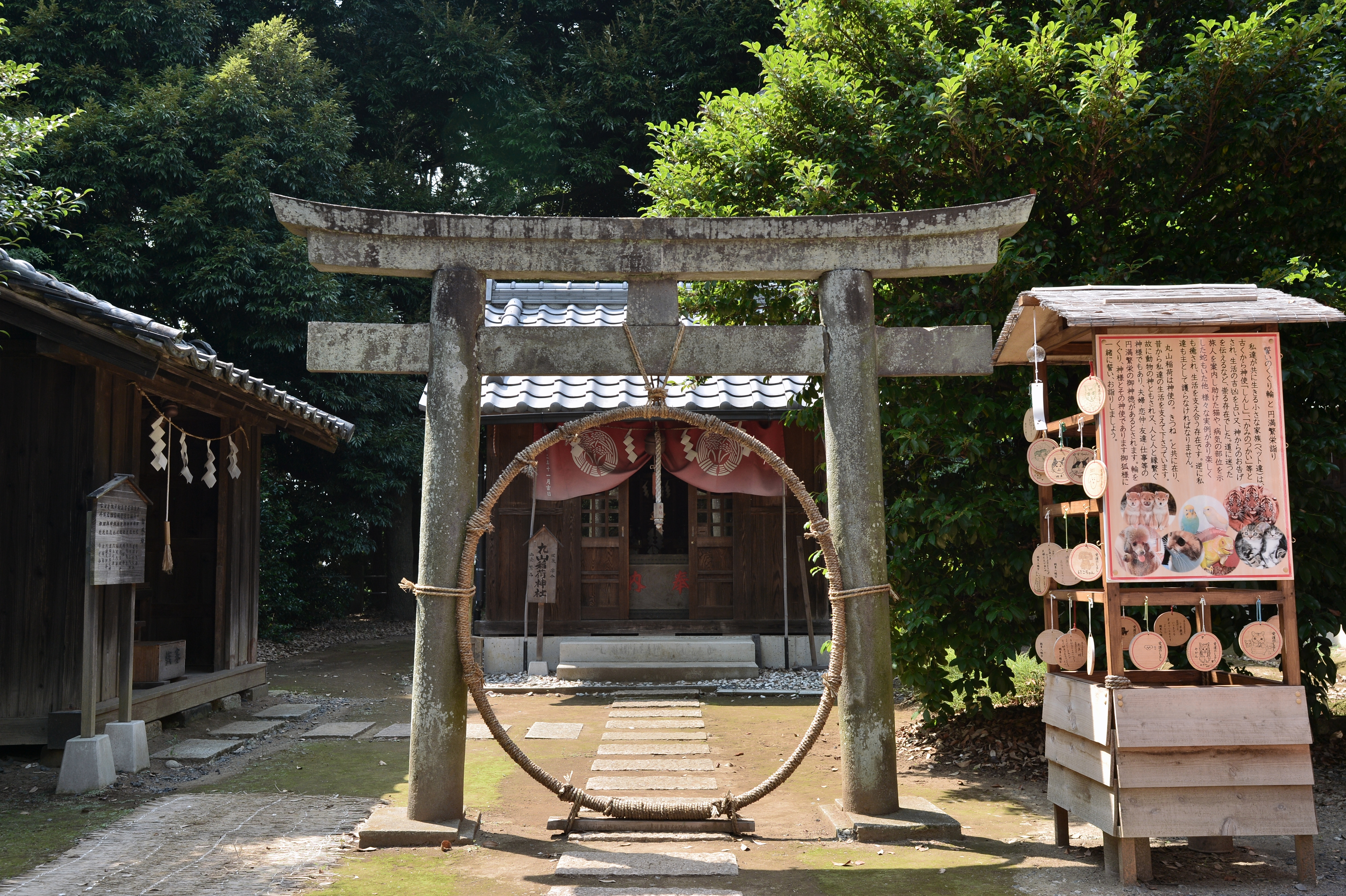
丸山稲荷神社
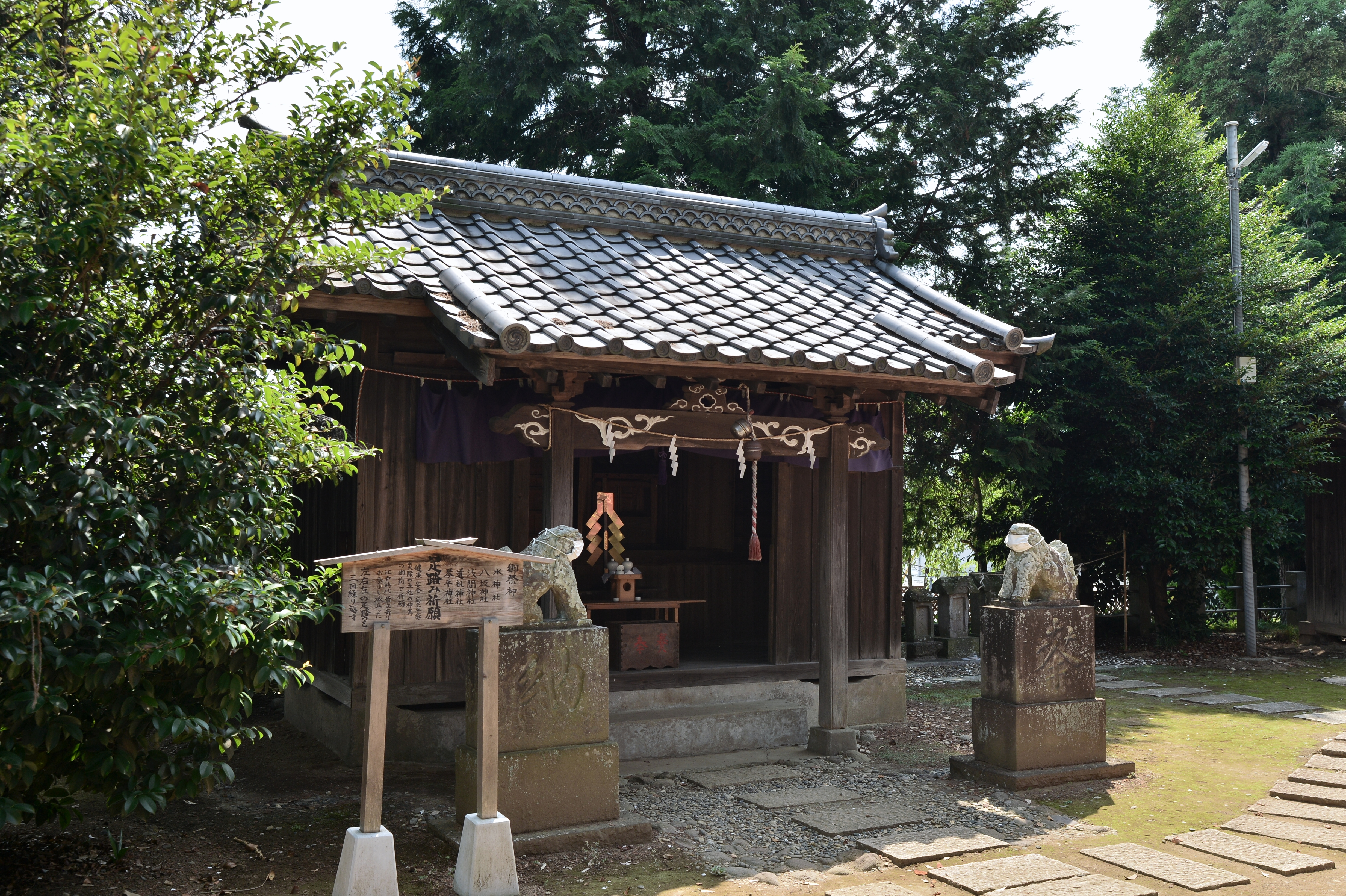
足踏み祈願社は、水神社、八坂神社、浅間神社、道祖神社、琴平神社の5柱を祀る。
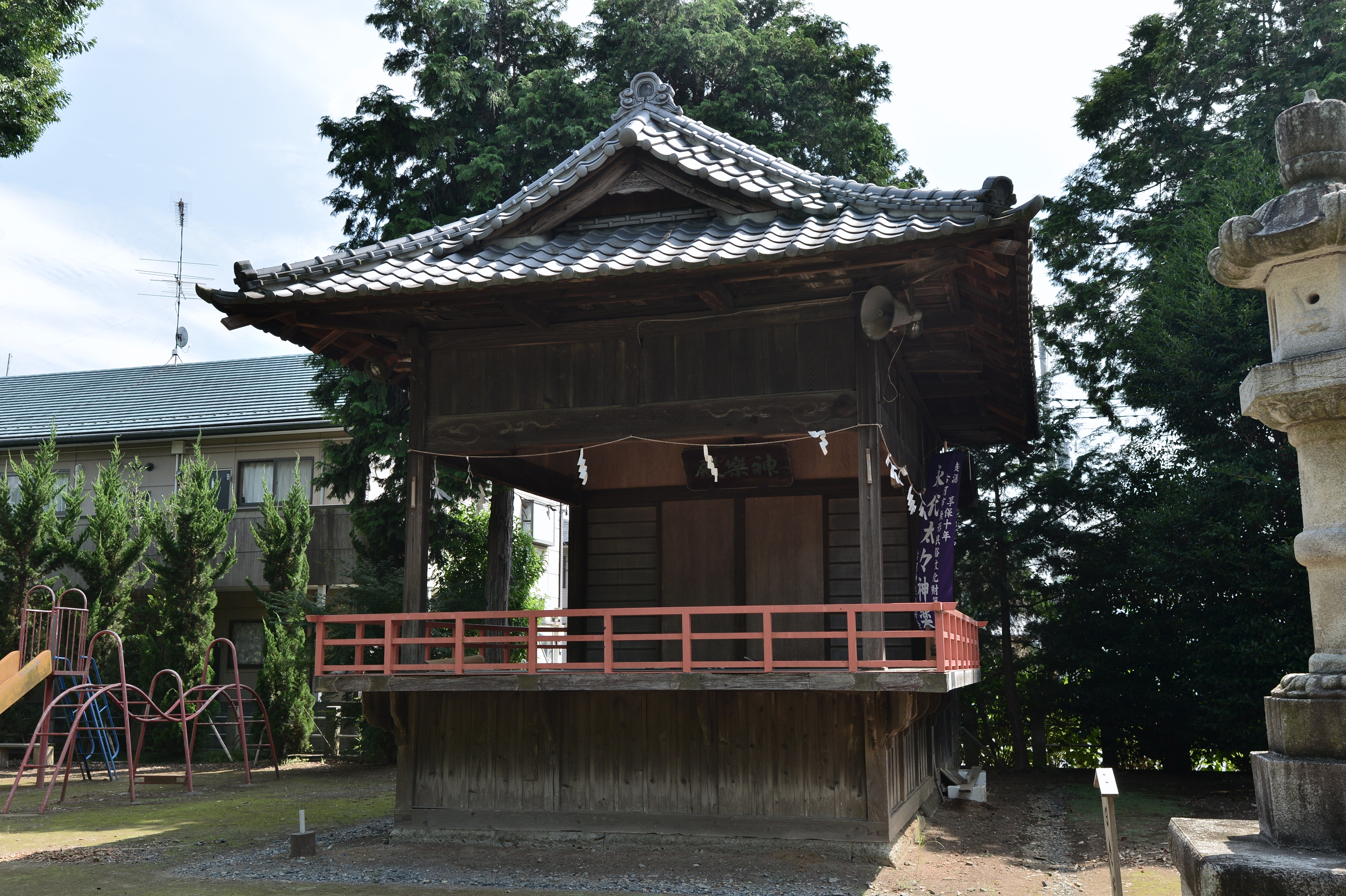
神楽殿
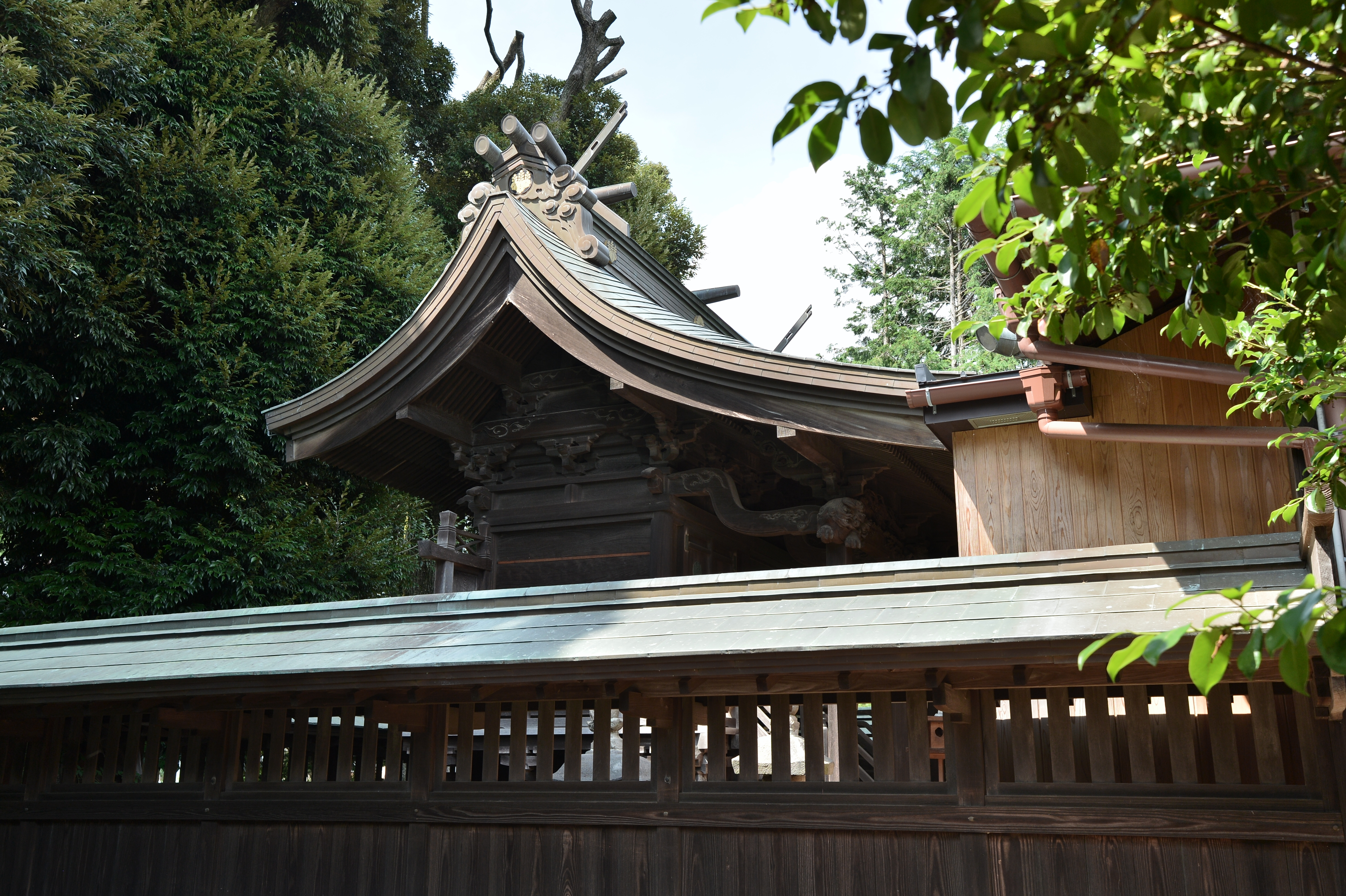
本殿
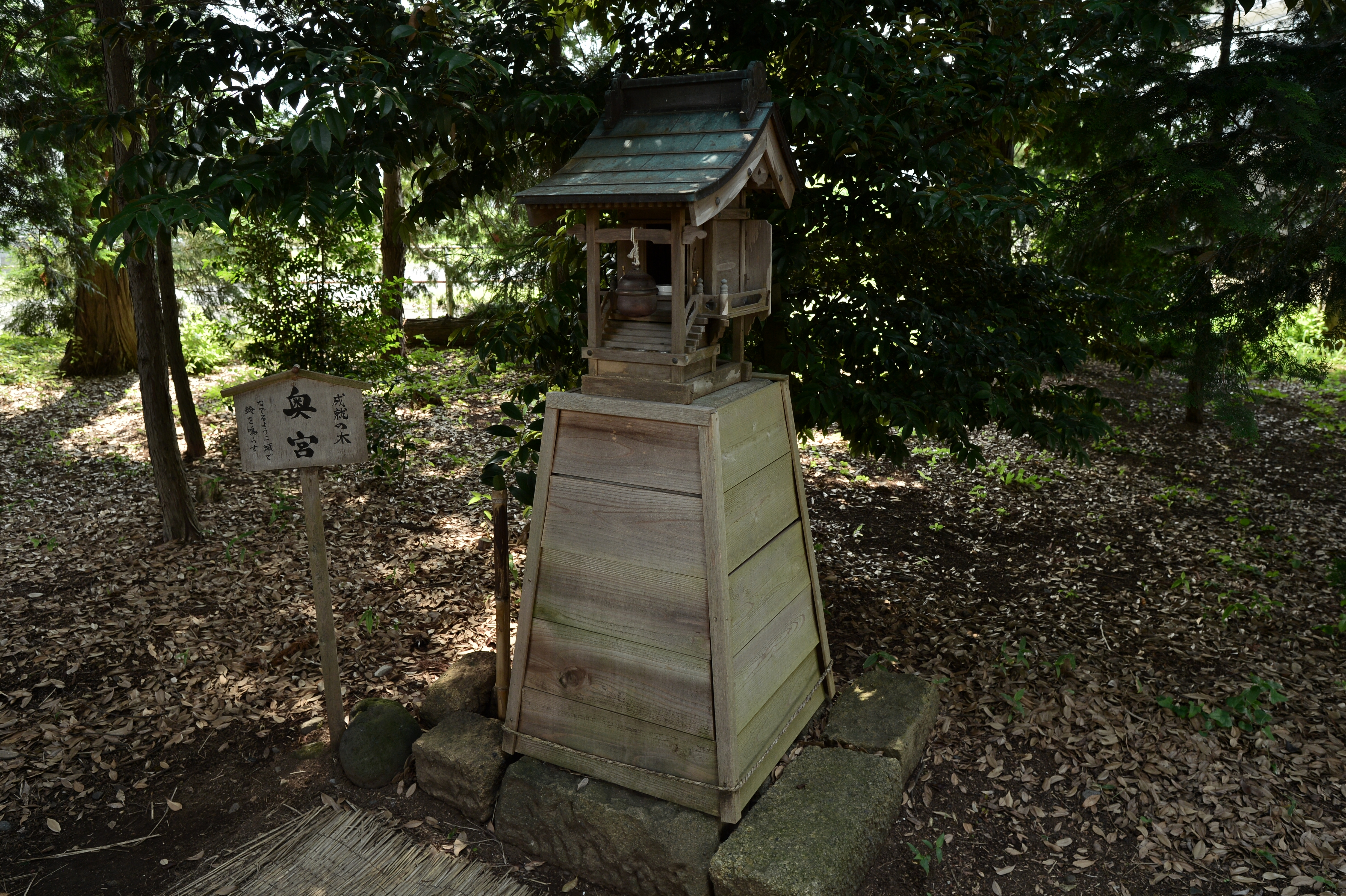
奥宮

## 文化財
- 古河永代太々神楽：　天の岩戸の前で天鈿目命と手力男命により舞われたとされる「岩戸（磐戸）神楽」の流れで、12種類の舞から構成されていることから「十二座神楽」とも呼ばれる。「太々神楽」は、「出雲流神楽」の関東地方における呼称。4月15日の春の例祭にて、五穀豊穣・家内安全・国土安穏を祈願して奉納される。下総國の香取宮辺りより鬼怒川、利根川を昇り、享保10年（1725年）に伝わり、享保13年（1728年）には現栃木県、茨城県、埼玉県当の近郷の神職達により奉納され、その周辺の地域に継承された。大正時代には舞手の高齢化と後継者不足が深刻になったため、明治政府の政策などにより昭和4年に地元有志による保存会が結成され、伝承・保存の努力がなされ、近郷唯一、古儀の状態で途切れもない神楽である。平成26年（2014年）より古河神楽として存続し、古河市指定文化財第一号、令和5年には読売新聞主催、全国あをによし賞を伝統芸能の部門にて全国初受賞、同時に茨城県無形民俗文化財の指定をも授かっている（無形民俗文化財）[2][3]。

## 交通
- 鉄道
  - 東日本旅客鉄道（JR東日本）宇都宮線古河駅東口から徒歩70分（約5.5 km）、タクシー15分、西口にて市内観光用無料レンタル自転車「コガッツ」利用可[4]。
  - JR宇都宮線栗橋駅東口から徒歩35分（約2.7 km）、タクシー10分、古河ぐるりん号バス10分（中田八幡前）下車。

## 駐車場
大型バス2台(要連絡)
普通車50台(三ヶ所)